# Herbert Gollnow
Herbert Gollnow (Berlino, 13 luglio 1911 – Berlino, 12 febbraio 1943) è stato un diplomatico tedesco, ufficiale della Luftwaffe e combattente della resistenza tedesca..
Fu influenzato da Harro Schulze-Boysen mentre frequentava la Auslandswissenschaftliche Fakultät della Friedrich-Wilhelms-Universität e, mentre saliva di rango nella Luftwaffe, divenne un ufficiale del controspionaggio della Luftwaffe e un informatore di Schulze-Boyen. Entrò a far parte del gruppo di resistenza antifascista berlinese dell'Orchestra Rossa. Nel 1943 fu arrestato e giustiziato.

## Biografia
Figlio unico del musicista Reinhold Gollnow e di Else, si diplomò nel marzo del 1931.
Iniziò la formazione presso la Reichsbahn dove lavorò dal 1° maggio 1931 al 5 dicembre 1938, raggiungendo il grado di ispettore il 1° agosto 1938. Il suo lavoro nelle ferrovie fu interrotto da un anno di addestramento come volontario nella Luftwaffe tra il maggio 1936 e il giugno 1937, fu addestrato come pilota e raggiunse il grado di sergente (in tedesco Feldwebel).

### Carriera
Il 5 dicembre 1938, iniziò a lavorare nel Ministero degli Esteri. Il 19 agosto 1939 fu nominato segretario del consolato dal ministro degli Esteri Joachim von Ribbentrop.
Desideroso di imparare la lingua inglese per raggiungere una posizione più elevata nel Ministero, rispose a un annuncio su un giornale di Berlino, nel quale Jane Donner, nipote di Mildred Harnack, si proponeva come Studentin unterrichtet Englisch, ihr Muttersprache. Inizialmente fu istruito dalla Donner ma a causa dei suoi crescenti impegni passò a studiare in casa di Mildred Harnack. Gollnow stabilì un rapporto di amicizia con Mildred Harnack, professoressa statunitense di letteratura inglese americana. Dall'aprile del 1939, Gollnow studiò part-time all'Istituto per gli Affari Esteri.
Il 1° aprile 1939, fu ufficiale di riserva della Luftwaffe con il grado di sottotenente. Nel giugno 1940, fu arruolato nella Jagdfliegerschule della Luftwaffe di Tutow, dove insegnò a identificare gli aerei e seguì l'addestramento dei paracadutisti. Nell'estate del 1941 fu promosso primo tenente. Su suggerimento di Arvid Harnack, proseguì gli studi presso l'istituto, fu qui che conobbe Harro Schulze-Boysen tramite Mildred Harnack che, con il pretesto di aiutarlo, esercitò la sua influenza nella speranza di trasformarlo in un informatore. 
Nell'ottobre 1941, fu promosso e trasferito in una posizione nella sezione estera dell'Abwehr nell'Oberkommando der Wehrmacht dell'Alto Comando delle Forze Armate: cercando di impressionare gli Harnack, si rese protagonista di una grave negligenza, fornendo delle informazioni sull'Abwehr che avrebbero dovuto rimanere segrete. In questo modo divenne una fonte importante di informazioni sia per gli Harnack che per Schulze-Boysen.

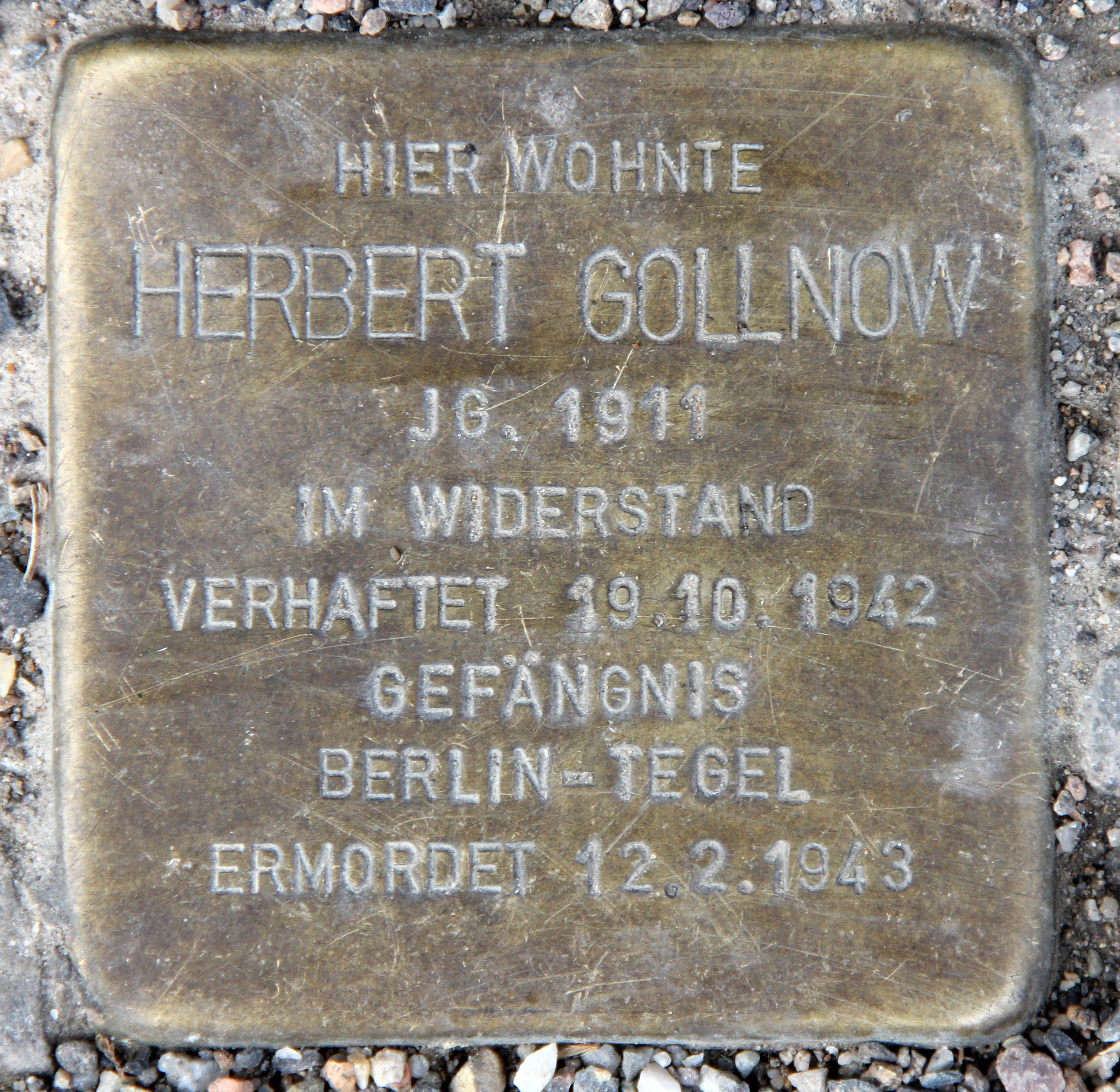
Pietra d'inciampo posizionata a Berlino

### Arresto, processo e morte
Arrestato 19 ottobre 1942, fu condannato a morte dal Reichskriegsgericht "per disobbedienza sul campo e divulgazione di segreti di Stato al nemico" il 19 dicembre seguente.
Il 21 gennaio 1943 fu processato e inviato alla prigione di Lehrterstrasse. La sua esecuzione fu rinviata per consentirgli di testimoniare al nuovo processo contro Mildred Harnack ed Erika von Brockdorff.
Il 12 febbraio 1943 fu giustiziato dal plotone di esecuzione nella prigione di Tegel.